# 南极鹱
南极鹱（学名：Thalassoica antarctica）是一种羽色深棕和白色间杂的鹱，分布在南极洲。其种加词“antarctica”意为“南极洲的”。以磷虾、鱼和小型乌贼为食。他们通常边游泳边觅食，也可以从水面或空中潜下海面。

## 外观
成鸟的头部、体侧和背部都为棕色。鸟喙为黑色，腿为黄色。身体腹部和尾巴则呈白色，二级飞羽大部分为白色，上有棕色的斑点。

## 分布和生境
如其名，南极鹱生活在南极洲的岛屿和附近的海洋上。